# Pavel Hlava
Pavel Hlava (Brno, 1963) è un operaio ceco famoso per aver ripreso lo schianto del volo American Airlines 11 contro la Torre Nord del World Trade Center.
Il suo video amatoriale è uno dei soli tre disponibili, assieme a quello dei fratelli Naudet e di Wolfgang Staehle.
La mattina dell'11 settembre 2001, Hlava stava riprendendo le Twin Towers da un'auto assieme ad un collega di lavoro. Alle 08:46, mentre sta imboccando il tunnel Brooklyn-Battery, riprende senza accorgersene lo schianto del volo AA11 contro la Torre Nord (visibile dalle riprese come una nuvola di polvere che emerge dal lato est della Torre).
Una volta uscito dal tunnel e arrivato a Manhattan, si accorge che la Torre Nord è in fiamme. Mentre riprende l'incendio, cattura anche l'impatto del volo United Airlines 175 contro la Torre Sud. Dopo alcune settimane, Hlava si rende conto di aver registrato non solo il secondo impatto, ma anche il primo. A lungo non sa cosa fare del filmato.
Due anni dopo circa, un amico della moglie di Hlava vende una copia del video, che arriva all'attenzione del New York Times attraverso il fotografo free-lance Walter Karling (che è anche agente di Hlava). Il quotidiano newyorchese rende nota l'esistenza del video il 7 settembre 2003.
Quello stesso giorno, il network televisivo ABC News mette in palinsesto il video di Hlava durante il suo programma This week (per la sola costa orientale, in seguito ad una scelta editoriale). Il filmato viene poi ritrasmesso l'11 settembre 2003 in un altro programma del network, Good morning America.
Pochi giorni dopo, Pavel Hlava denuncia per violazione del diritto d'autore la stazione televisiva New York 1, che avrebbe trasmesso il suo filmato senza il suo permesso.